# Пам'ятники Петру I
Пам'ятники Петру І — є поширеним засобом пропаганди ролі імператора Петра І в історії (Росія), або ж просто ж просто згадкою про його перебування у тому чи іншому місці в багатьох країнах за межами РФ. Першим пам'ятником Петру І став споруджений 1782 року мідний вершник у Петербурзі; відтоді кількість пам'ятників першому імператору становить загалом понад 60 у Росії та інших країнах Європи і потроху збільшується у Росії з кожним петровським ювілеєм. У інших пострадянських державах (Латвія, Естонія) пам'ятники Петру І, з огляду на їх імперський символізм, були демонтовані ще в процесі розпаду Російської імперії.
В Україні пам'ятник на місці відпочинку Петру І у Полтаві, на відміну від інших пам’ятників йому, композиційно не містить скульптурного зображення Петра І, однак повнозростову статую російського монарха встановлено перед будівлею музею «Поле Полтавської битви».
Зважаючи, що багато пам'ятників Петру І встановлені досить давно та спроектовані видатними митцями, значна їх кількість має велику художню, естетичну та історико-культурну цінність, багато з них є об'єктами культурного туризму.

## Пам'ятники Петру І за країнами, регіонами та населеними пунктами

### Росія
В Росії Петру І зводять пам'ятники як засновнику міст (Санкт-Петербург, Таганрог, Воронеж, Петрозаводськ та ін.), губерній (пам'ятник в Астрахані 2007 р.), засновнику російського флоту (Москва, Калінінград), засновнику гірничо-заводської справи на Уралі (Єкатеринбург) тощо. 

#### Санкт-Петербург

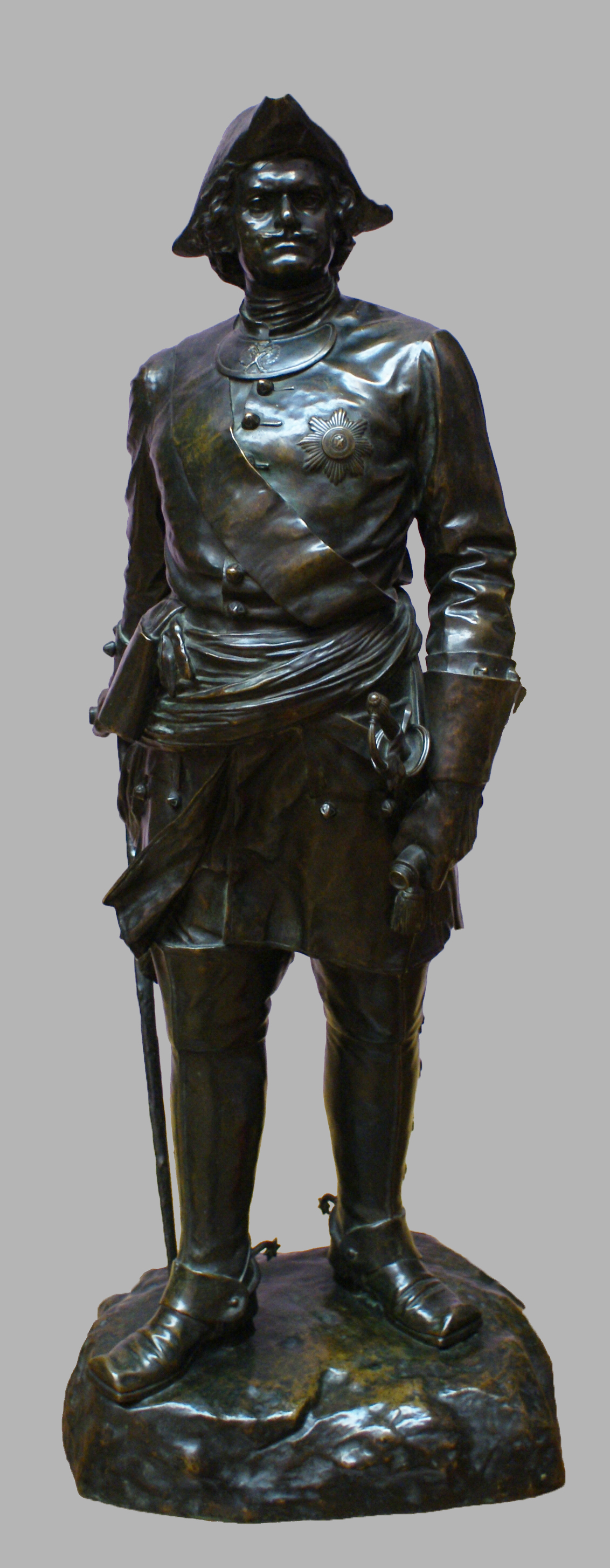
Статуя для пам'ятників Петру І робти М. М. Антокольського

Початок увіковічення у камені та бронзі пам’яті Петра І, як засновника Російської імперії та столичного міста Петербурга, було покладено Катериною ІІ саме у столиці тогочасної Росії. Перший у Росії пам’ятник — як загалом, так і Петру І зокрема  —  був кінною статуєю імператора, відлитою за ескізами Етьєна Моріса Фальконе (1782 р., див. мідний вершник).

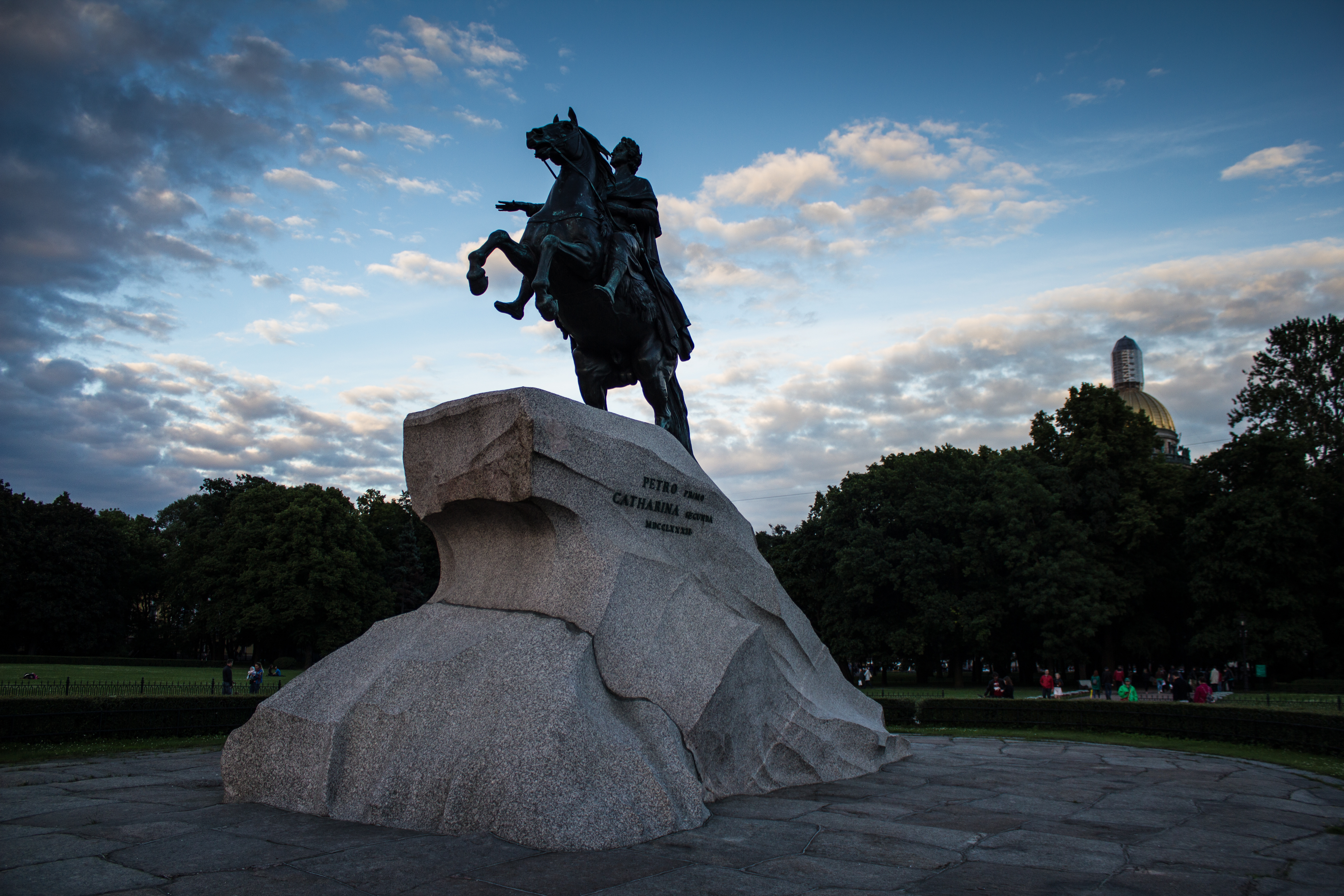
Пам'ятник за проектом E. М. Фальконе на Сенатській площі

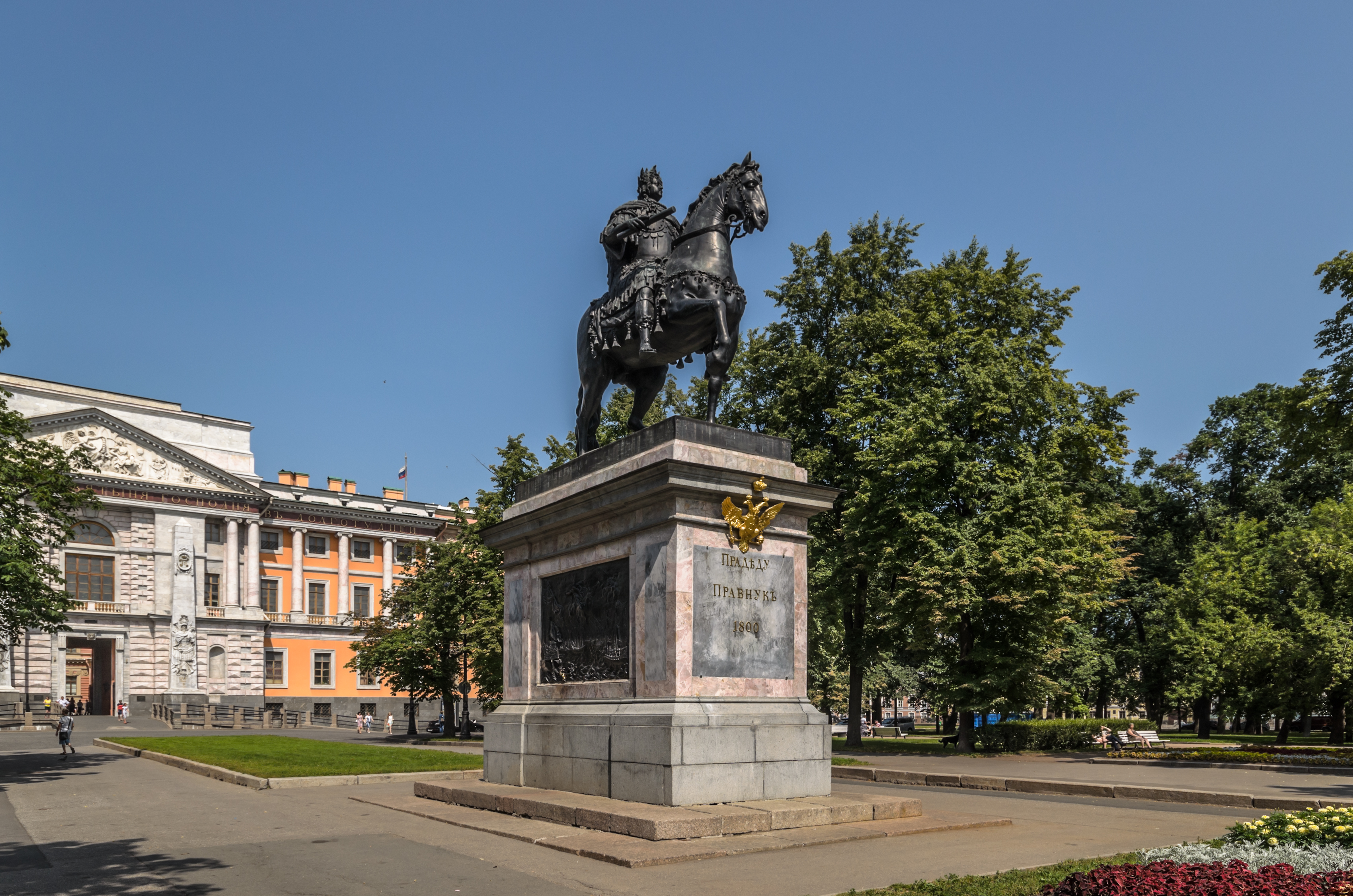
Пам'ятник за проектом Б. Растреллі перед Михайлівським замком

В офіційній ідеології сформувався культ Петра І, котрого, серед інших титулів, наділяли титулом батька Вітчизни (піднесений йому Сенатом після перемоги у Північній війні, див., наприклад, напис під бюстом Петра І на фасаді Нахімовського училища в Петербурзі ). З часом Петербург обзавівся незліченою кількістю інших скульптур на честь свого засновника: виготовлений кінний пам’ятник Петра роботи Бартоломео Карло Растреллі (відлитий у бронзі ще 1747-го) 1800 року був встановлений перед  Михайлівським замком. Згодом у місті на Неві окрім кінних з’явилися й інші типи скульптурних зображень самодержця — повнозростові статуї та бюсти. Серед повнозростових монументів Петра у Петербурзі є також два за відомим проектом скульптора М. М. Антокольського. 
Над своїм давнім задумом втілити Петра у глині, а потім і бронзі М. М. Антокольський працював у Римі 1872 року. Того ж року статуя була експонована скульптором у Петербурзі на політехнічній виставці, організованій до 200-річчя від дня народження Петра. Макет статуї творіння Антокольського використали при  спорудженні пам’ятників Петру І у Петергофі (1884, потворно встановлений у 1957-му), Таганрозі (1903), перед Сампсоніївським собором у Петербурзі (1909), в Архангельську (1914) та Шліссельбурзі (1957). 
На сьогодні точну кількість пам'ятників Петру І в Петербурзі не вказує навіть найповніший мистецько-культурний проект, присвячений цій темі — "Звід петровських памятників Росії та Європи".
Окрім творінь Фальконе, Растреллі, Антокольського, Петербург має безліч інших пам'ятників Петру І, як-от, наприклад:
- Цар-тесляр Л. А. Бернштама

### Латвія
За часів імперії на теренах сучасної Латвії монумент Петру І височів у Ризі.

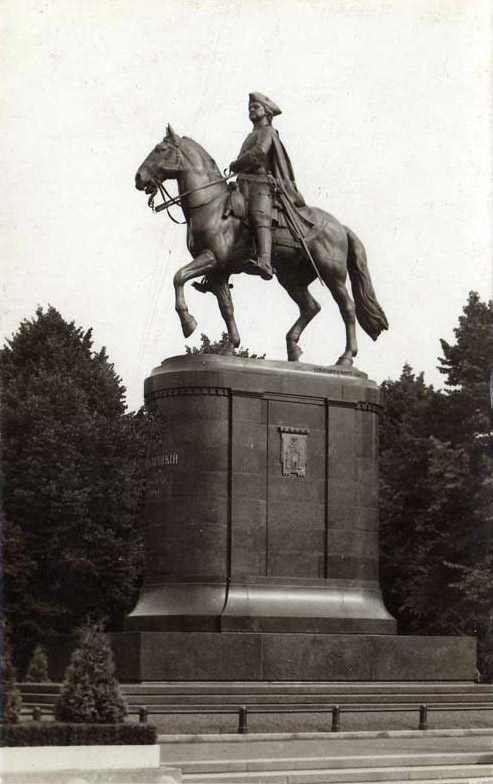
Пам'ятник Петру І у Ризі

Підготовчі роботи до встановлення пам’ятника Петру І у Ризі почалися із відповідного рішення міської думи 1903 року. Відбувся збір пожертв, за допомогою його вдалося зібрати 87 236 рублів 89 копійок.  По тому був оголошений конкурс на проект пам’ятника.  З 58 ескізів комісія обрала монумент в класичному стилі роботи берлінського професора архітектури Густава Шмідт-Касселя. Місце для встановлення пам’ятника визначили на початку Олександрівського  бульвару, навпроти головного в’їзду до міста.

### Україна
|                                                                                          |  |  |
| Пам'ятик Петру І у музеї «Поле Полтавської битви» (Полтава) загальним планом та зблизька |  |  |

Пам'ятник Петру I (1915 р.) — перед музеєм історії Полтавської битви у Полтаві. Демонтований у лютому 2025 року за рішенням Міністерства культури та інформаційної політики України);